# Liste des albums musicaux numéro un au Billboard 200 en 1980
Cette page liste les albums musicaux ayant eu le plus de succès au cours de l'année 1980 aux États-Unis d'après le magazine Billboard.

## Historique
| Date         | Artiste(s)                         | Titre                                      | Référence |
| ------------ | ---------------------------------- | ------------------------------------------ | --------- |
| 5 janvier    | Donna Summer                       | On the Radio: Greatest Hits Volumes I & II |           |
| 12 janvier   | Bee Gees                           | Bee Gees Greatest                          |           |
| 19 janvier   | Pink Floyd                         | The Wall                                   |           |
| 26 janvier   | Pink Floyd                         | The Wall                                   |           |
| 2 février    | Pink Floyd                         | The Wall                                   |           |
| 9 février    | Pink Floyd                         | The Wall                                   |           |
| 16 février   | Pink Floyd                         | The Wall                                   |           |
| 23 février   | Pink Floyd                         | The Wall                                   |           |
| 1er mars     | Pink Floyd                         | The Wall                                   |           |
| 8 mars       | Pink Floyd                         | The Wall                                   |           |
| 15 mars      | Pink Floyd                         | The Wall                                   |           |
| 22 mars      | Pink Floyd                         | The Wall                                   |           |
| 29 mars      | Pink Floyd                         | The Wall                                   |           |
| 5 avril      | Pink Floyd                         | The Wall                                   |           |
| 12 avril     | Pink Floyd                         | The Wall                                   |           |
| 19 avril     | Pink Floyd                         | The Wall                                   |           |
| 26 avril     | Pink Floyd                         | The Wall                                   |           |
| 3 mai        | Bob Seger & the Silver Bullet Band | Against the Wind                           |           |
| 10 mai       | Bob Seger & the Silver Bullet Band | Against the Wind                           |           |
| 17 mai       | Bob Seger & the Silver Bullet Band | Against the Wind                           |           |
| 24 mai       | Bob Seger & the Silver Bullet Band | Against the Wind                           |           |
| 31 mai       | Bob Seger & the Silver Bullet Band | Against the Wind                           |           |
| 7 juin       | Bob Seger & the Silver Bullet Band | Against the Wind                           |           |
| 14 juin      | Billy Joel                         | Glass Houses                               |           |
| 21 juin      | Billy Joel                         | Glass Houses                               |           |
| 28 juin      | Billy Joel                         | Glass Houses                               |           |
| 5 juillet    | Billy Joel                         | Glass Houses                               |           |
| 12 juillet   | Billy Joel                         | Glass Houses                               |           |
| 19 juillet   | Billy Joel                         | Glass Houses                               |           |
| 26 juillet   | The Rolling Stones                 | Emotional Rescue                           |           |
| 2 août       | The Rolling Stones                 | Emotional Rescue                           |           |
| 9 août       | The Rolling Stones                 | Emotional Rescue                           |           |
| 16 août      | The Rolling Stones                 | Emotional Rescue                           |           |
| 23 août      | The Rolling Stones                 | Emotional Rescue                           |           |
| 30 août      | The Rolling Stones                 | Emotional Rescue                           |           |
| 6 septembre  | The Rolling Stones                 | Emotional Rescue                           |           |
| 13 septembre | Jackson Browne                     | Hold Out                                   |           |
| 20 septembre | Queen                              | The Game                                   |           |
| 27 septembre | Queen                              | The Game                                   |           |
| 4 octobre    | Queen                              | The Game                                   |           |
| 11 octobre   | Queen                              | The Game                                   |           |
| 18 octobre   | Queen                              | The Game                                   |           |
| 25 octobre   | Barbra Streisand                   | Guilty                                     |           |
| 1er novembre | Barbra Streisand                   | Guilty                                     |           |
| 8 novembre   | Bruce Springsteen                  | The River                                  |           |
| 15 novembre  | Bruce Springsteen                  | The River                                  |           |
| 22 novembre  | Bruce Springsteen                  | The River                                  |           |
| 29 novembre  | Bruce Springsteen                  | The River                                  |           |
| 6 décembre   | Barbra Streisand                   | Guilty                                     |           |
| 13 décembre  | Kenny Rogers                       | Kenny Rogers' Greatest Hits                |           |
| 20 décembre  | Kenny Rogers                       | Kenny Rogers' Greatest Hits                |           |
| 27 décembre  | John Lennon et Yoko Ono            | Double Fantasy                             |           |